# Stachyurus himalaicus
Stachyurus himalaicus là một loài thực vật có hoa trong họ Stachyuraceae. Loài này được Hook. f. & Thomson miêu tả khoa học đầu tiên năm 1861.